# Adeliinae
Adeliinae (Acaelinae) — подсемейство паразитических наездников семейства Braconidae надсемейства Ichneumonoidea подотряда стебельчатобрюхие отряда перепончатокрылые. Размер тела мелкий: 1—3 мм.

## Описание
Длина 1—3 мм. Усики 20-23-члениковые. Формула щупиков 5-3. Три первых тергита брюшка слиты, но гладкие и не образуют жёсткого панциря. Жилкование крыльев сильно редуцировано.

## Биология
Паразитоиды гусениц минирующих чешуекрылых (Lepidoptera).

## Классификация
Небольшое подсемейство с двумя родами и примерно 20 видами из Западной Палеарктики.
- Adelius Haliday, 1833 (=Acaelius Haliday, 1834)
  - Adelius clandestinus Foerster, 1851
  - Adelius determinatus Foerster, 1851 — Европа
  - Adelius dubius Foerster, 1851
  - Adelius erythronotus Foerster, 1851 — Европа, Кавказ, Средняя Азия
  - Adelius germanus (Haliday, 1834)
  - Adelius hyalinipennis Foerster, 1851
  - Adelius parvulus Foerster, 1851
  - Adelius pyrrhia (Beirne, 1945)
  - Adelius subfasciatus Haliday, 1833 — Европа, Кавказ
  - Adelius viator Foerster, 1851
- Myriola Shestakov, 1932
  - Myriola arida  Tobias — Средняя Азия
  - Myriola ferulae Tobias — Казахстан
  - Myriola gussakowskii Shestakov — Средняя Азия
  - Myriola magna Tobias — Средняя Азия
  - Myriola rudnikovi Perepetchajenko, 1994 — Украина